# IC 951
IC 951 ist eine Spiralgalaxie vom Hubble-Typ Sd im Sternbild Großer Bär am Nordsternhimmel. Sie ist schätzungsweise 186 Millionen Lichtjahre von der Milchstraße entfernt.
Das Objekt wurde am 6. Mai 1888 von dem US-amerikanischen Astronomen Lewis Swift entdeckt.